# Ambasada RP w Bejrucie
Ambasada Rzeczypospolitej Polskiej w Bejrucie (arab. سفارة جمهورية بولندا في بيروت) – polska misja dyplomatyczna w stolicy Libanu.

## Struktura
- Sekretariat Ambasady
- Stanowisko ds. polityczno-ekonomicznych
- Referat ds. Konsularnych
- Referat ds. Administracyjno-Finansowych
- Attachat Obrony

W ambasadzie w Bejrucie rezyduje personel ambasady RP w Damaszku.

## Historia
W 1933 w Bejrucie działali polscy agenci konsularni, podlegający konsulatowi RP w Marsylii. W 1939 w Bejrucie powstał wicekonsulat RP, przekształcony później w konsulat generalny.
1 sierpnia 1944 poseł RP (rządu na uchodźstwie) Zygmunt Zawadowski, jako pierwszy spośród przedstawicieli poselstw zagranicznych w Libanie uznał suwerenność tego kraju. Postawa ta miała duże znaczenie w stosunku władz Libanu do Polski. Rząd libański aż do 1956 uznawał za prawowite władze Polski rząd na uchodźstwie w Londynie.
Stosunki dyplomatyczne pomiędzy PRL a Libanem zostały nawiązane 20 października 1956, a pierwszy przedstawiciel dyplomatyczny władz komunistycznych, poseł Włodzimierz Paszkowski, podjął pełnienie misji w Bejrucie 6 grudnia 1956. Ambasadorowie PRL w Libanie akredytowani byli również w Jordanii (1964–1976) oraz na Cyprze (1971–1974).